# Mon curé chez les riches (film, 1938)
Série Mon curé
Mon curé chez les riches
(1932) Mon curé chez les riches
(1952)
Pour plus de détails, voir Fiche technique et Distribution.
Mon curé chez les riches est un film français réalisé par  Jean Boyer, sorti en 1938, adaptation du roman éponyme de Clément Vautel.
Ce film fait partie de la série des « Mon curé ». Ce personnage prend ses origines dans les romans de Clément Vautel : Mon curé chez les pauvres et Mon curé chez les riches. Il est adapté d’abord au théâtre. Puis au cinéma, les œuvres dans lesquels il apparaît, passent progressivement des simples comédies aux films considérés comme nanars.

## Synopsis
L'abbé Pellegrin est un curé aux manières populaires, qui lui valent les remontrances de son évêque. Il est, dans sa paroisse, confronté à deux hommes que tout oppose : Émile Cousinet, un nouveau riche et le comte de Sableuse dont il a acheté le château. Emile Cousinet, candidat à la députation a recruté dans son comité, Pierre de Sableuse, fils du comte et amant de son épouse, Lisette Cousinet. Ceux-ci s'étant enfuis ensemble à Paris, l'abbé se laisse convaincre de partir à leur recherche.

## Fiche technique
- Réalisateur :  Jean Boyer
- Assistant réalisateur : Christian Chamborant
- Scénario et dialogue : Jean-Pierre Feydeau et André Hornez, adaptation du roman éponyme de Clément Vautel
- Musique du film : Georges Van Parys
- Directeur de la photographie : Victor Arménise
- Montage : Marguerite Beaugé
- Décors : Jacques Colombier
- Ingénieur du son : Paul Boistelle
- Production : Joseph Bercholz et Albert Dodrumez
- Société(s) de production : Union des Distributeurs Indépendants de Films (UDIF)
- Pays d'origine :  France
- Format : Noir et blanc - 1,37:1 - 35 mm - Son mono
- Genre : Comédie
- Durée : 90 minutes
- Date de sortie : 
  - France, 21 décembre 1938
- Numéro de visa : 2472, délivré le 01/10/1940

## Distribution
- Bach : l'abbé Pellegrin, chargé par le nouveau châtelain de ramener sa femme infidèle au bercail
- Elvire Popesco : Lisette Cousinet, la femme infidèle du châtelain
- Paul Cambo : Pierre de Sableuse, le jeune amant de Lisette
- André Alerme : Émile Cousinet, le nouveau châtelain dont la femme infidèle a décampé à Paris avec son amant
- Jacqueline Marsan : Sylvette
- Jean Dax : Monsieur de Sableuse, le père de Pierre
- Line Dariel : Valérie
- Marcel Vallée : Profilex, le maire et médecin du village
- Monique Bert : la femme de chambre
- Raymond Aimos : Triboulet
- Raymond Cordy : Plumoiseau
- Henri Monteux : Monseigneur
- Jane Sourza, Jeanne Fusier-Gir, Maximilienne, Alice Tissot : les dames patronnesses

acteurs non crédités :
- Robert Ozanne
- Habib Benglia
- Albert Brouett